# 撕裂萼凤仙花
撕裂萼凤仙花（学名：Impatiens lacinulifera）是凤仙花科凤仙花属的植物，是中国的特有植物。分布于中国大陆的四川等地，生长于海拔1,600米的地区，常生于山谷潮湿处，目前尚未由人工引种栽培。